# Lady Go…
Lady Go… – album polskiego trębacza jazzowego Tomasza Stańki, nagrany w Warszawie w czerwcu 1984. Muzyka z tego wydawnictwa to, obok albumów C.O.C.X. i Witkacy Peyotl / Freelectronic, dowód na zainteresowanie muzyka stylem fusion i brzmieniami elektronicznymi. Wszystkie kompozycje (oprócz zaznaczonych) są autorstwa Tomasza Stańki.
Winylowy LP ukazał się w 1984, wydany przez Polskie Nagrania z numerem katalogowym SX 2224.

## Muzycy
- Tomasz Stańko – trąbka
- Apostolis Anthimos – gitara, perkusja, instrumenty perkusyjne
- Witold Szczurek – kontrabas, gitara basowa
- Tomasz Hołuj – instrumenty perkusyjne

## Lista utworów
Strona A
| 1. | „Modi, Modi”                       | 6:22  |
|    |                                    |       |
| 2. | „The First” (muz. Witold Szczurek) | 3:15  |
|    |                                    |       |
| 3. | „Mr. Paul at Marta's Palace”       | 4:20  |
|    |                                    |       |
| 4. | „Almost Gama”                      | 4:10  |
|    |                                    |       |
|    |                                    | 18:07 |
|    |                                    |       |
Strona B
| 1. | „Lady Go”                                 | 5:50  |
|    |                                           |       |
| 2. | „Last Song”                               | 2:30  |
|    |                                           |       |
| 3. | „Lakis & Basia” (muz. Apostolis Anthimos) | 3:10  |
|    |                                           |       |
| 4. | „Violet Liquor”                           | 5:15  |
|    |                                           |       |
| 5. | „Les Papillons Girls”                     | 0:40  |
|    |                                           |       |
| 6. | „Modi Modi”                               | 1:20  |
|    |                                           |       |
|    |                                           | 18:45 |
|    |                                           |       |

## Informacje uzupełniające
- Inżynier nagrań – Andrzej Sasin, Andrzej Lupa
- Zdjęcia – Andrzej Tyszko
- Projekt okładki – W. J. Kukla

## Edycje płytowe
- 1986 LP Polskie Nagrania Muza SX 2224
- 2008 CD Metal Mind Productions, MMP5CDBOX006 (jedna z 5. płyt wchodzących w skład wydawnictwa Tomasz Stańko 1970 1975 1984 1986 1988)
- 2009 CD Metal Mind Production MMP CD 0644 DC, digipack (nakład limitowany: 1 000 numerowanych egz.)